# Madhya Pradesh
Madhya Pradesh är en delstat i centrala Indien, och den näst största delstaten till ytan. Sin nuvarande form fick delstaten 1 november 2000 när delstaten Chhattisgarh bildades på en del av Madhya Pradeshs territorium. Den ursprungliga delstaten Madhya Pradesh var den största i det moderna Indien, och började existera 1 november 1956. I Brittiska Indien var större delen av detta område inte direkt under brittiskt styre, utan var organiserat i en rad mindre furstestater.

## Historia
Madhya Pradesh är den indiska delstat som har flest klippmålningar. Under Guptariket kom hela denna region att behärskas av guptahärskarna, för att sedan hamna Harshvardhans rike. När detta rike gick tillbaka bröts nuvarande Madhya Pradesh sönder i ett flertal furstestater, en statsstruktur som blev gällande ända tills det moderna Indiens tillblivelse.
Bland de furstestater som existerade inom nuvarande Madhya Pradesh finns Begum, Malwa, Indore och Gwalior. Arkeologiskt märklig är ruinstaden Khajuraho. 

## Samhälle

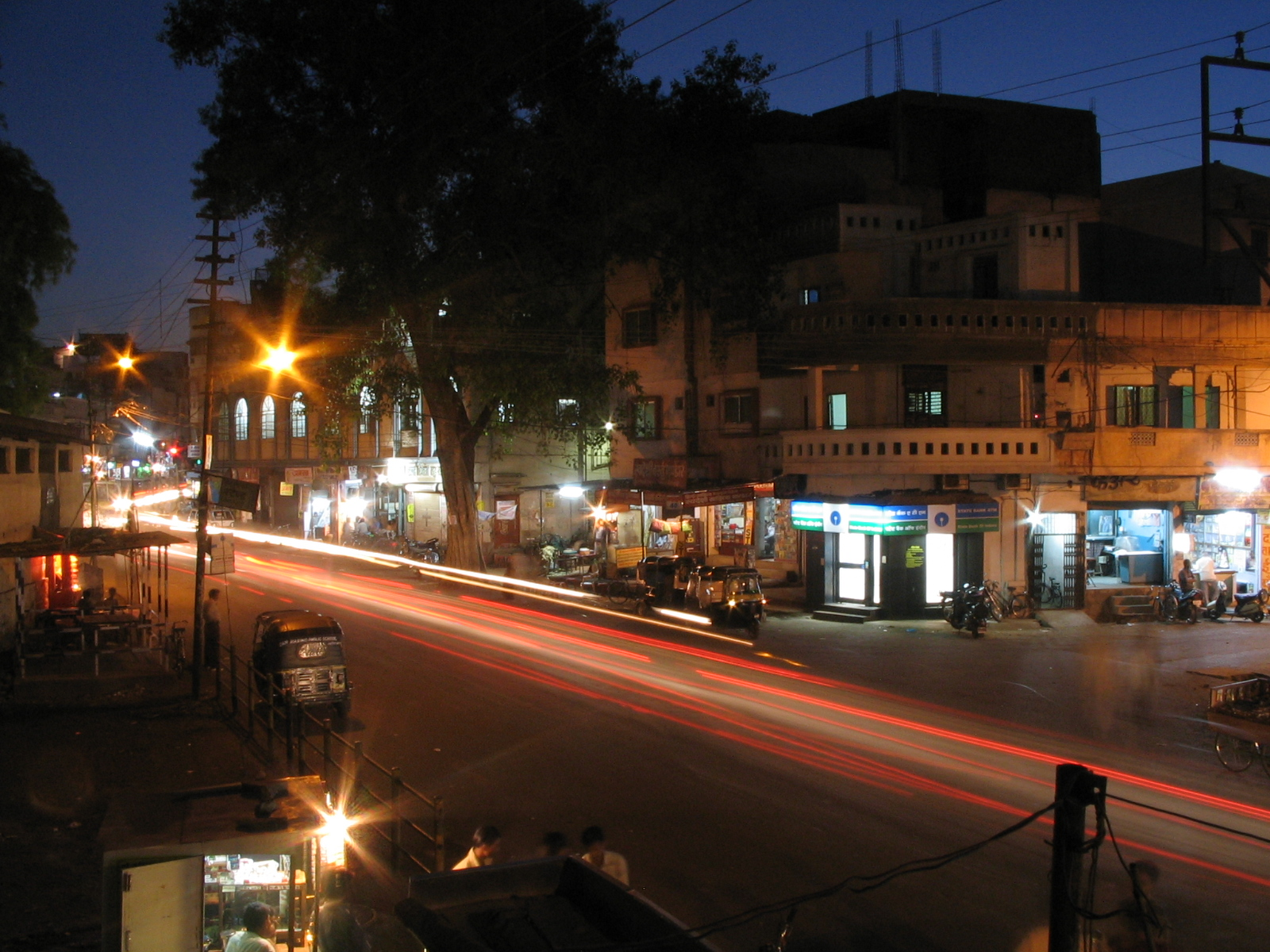
Subhash Marg i Indore.

Madhya Pradeshs befolkning utgörs till 93 % av hinduer. Delstaten ligger i hindibältet och styrdes av en kvinnlig premiärminister, Sushri Umashri Bharti, från hindunationalistiska BJP. Hon tvingades dock avgå hösten 2004, sedan en domstol i Karnataka utfärdat en arresteringsorder mot henne. Indiens förre premiärminister Atal Behari Vajpayee är född i Gwalior. En annan känd politiker från Madhya Pradesh är furstesonen Madhavrao Scindia (omkom 2001 i en flygolycka) och presidenten S.D. Sharma.
Förutom de mer utpräglat nationella partierna märks i delstatens politik även Bundelkhand Mukti Morcha, Gondvana Ganatantra Party, S.K. Paksha och Madhya Pradesh Vikas Congress.
64,1 % av delstatens befolkning är läskunnig, 76,8 % av männen och 50,3 % av kvinnorna. Urbaniseringsgraden är 26,7 %.

## Geografi

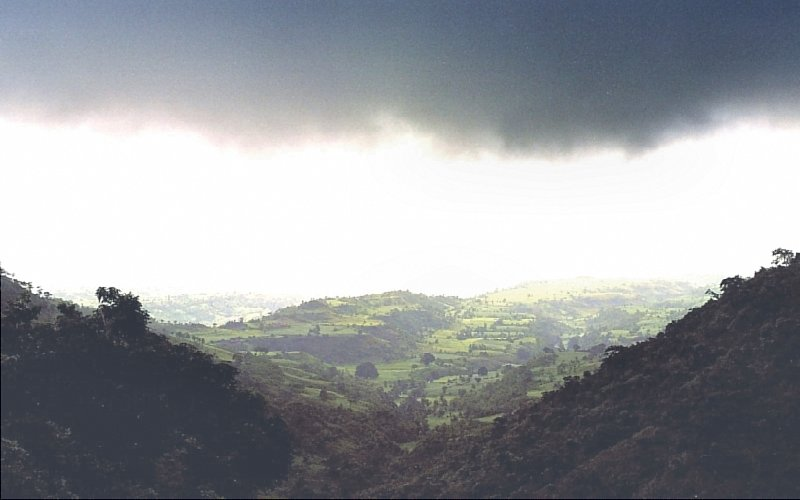
Mörka moln över Vindhyabergen.

Bhopal, Indore och Gwalior är viktiga knutpunkter vid resor och transporter genom norra Indien. Staden Sanchi är sedan gammalt ett viktigt kulturellt centrum.

### Distrikt och städer
Se lista över distrikt. För städer, se lista över städer i Madhya Pradesh.

## Ekonomi
Jordbruket är fortfarande den helt dominerande näringen i delstaten (48,0 % av arealen är åkermark), men man har också lyckats locka till sig utländska investerare. Delstaten är en av de fyra i Indien som har mest utländska investeringar; vilket inte enbart haft positiva effekter. Bhopalkatastrofen, ett utsläpp av metylisocyanat från Union Carbides fabrik i Bhopal, dödade uppemot 8.000 indier och skadade närmare 200.000.
Utländska företag som finns i delstaten nu är bland andra Fujitsu, Procter & Gamble och TISCO.